# Václav Vydra (1902)
Václav Vydra mladší (25. října 1902 Roudnice nad Labem – 19. června 1979 Praha) byl český herec a divadelní režisér.

## Život
Po nedokončených středoškolských studiích na reálném gymnáziu a obchodní akademii se připojil k Choděrově divadelní společnosti (1918), do prvního profesionálního angažmá nastoupil v Českých Budějovicích (1919–1920). Po odchodu do Prahy nejprve působil ve smíchovském Švandově divadle (1920–1921), následně v Městském divadle na Královských Vinohradech (1921–1951). Od začátku sezony 1951/1952 až do svého skonu byl hercem a režisérem v Městských divadlech pražských.
Patřil k výrazným osobnostem divadelního života své doby, ztvárnil řadu charakterních dramatických i komediálních rolí českého a světového repertoáru, spolupracoval s filmem, rozhlasem, okrajově také s televizí a dabingem. Byl uznávaným recitátorem, pedagogicky působil v letech 1949–1951 na DAMU. Podobně jako otec Václav Vydra st. se politicky angažoval v KSČ, v roce 1957 byl oceněn titulem zasloužilý umělec.  V únoru 1948 podepsal výzvu prokomunistické inteligence Kupředu, zpátky ni krok!, jež byla publikována dne 25. února 1948 pro podporu komunistického převratu.
Jeho životní partnerkou byla herečka Dana Medřická, jejich syn Václav je pokračovatelem tradice hereckého rodu Vydrů.
Jako režisér Vinohradského divadla a komunista aktivně politicky vystupoval proti sestře Lídy Baarové Zorce Janů (Babkové).[zdroj?]

## Filmografie
- 1920 – Magdalena
- 1921 – Na vysoké stráni
- 1921 – Mnichovo srdce
- 1922 – Zlatý klíček
- 1922 – Láska slečny Věry
- 1925 – Josef Kajetán Tyl
- 1926 – Román hloupého Honzy
- 1932 – Sňatková kancelář
- 1937 – Žena na rozcestí
- 1937 – Advokátka Věra
- 1938 – Neporažená armáda
- 1940 – Přítelkyně pana ministra
- 1951 – Mikoláš Aleš
- 1952 – Mladá léta
- 1953 – Měsíc nad řekou
- 1954 – Nejlepší člověk
- 1954 – Jan Hus
- 1955 – Z mého života
- 1955 – Vzorný kinematograf Haška Jaroslava
- 1957 – Padělek
- 1958 – Zde jsou lvi
- 1958 – O věcech nadpřirozených
- 1960 – Černá sobota
- 1963 – Mykoin PH 510
- 1965 – Polka jede do světa
- 1967 – Malá Dorritka
- 1969 – Zabil jsem Einsteina, pánové…
- 1969 – Popel
- 1970 – Žižkův meč
- 1971 – Touha Sherlocka Holmese